# Expérience de Cavendish
 (décembre 2009).
Si vous disposez d'ouvrages ou d'articles de référence ou si vous connaissez des sites web de qualité traitant du thème abordé ici, merci de compléter l'article en donnant les références utiles à sa vérifiabilité et en les liant à la section « Notes et références ».
L'expérience de Cavendish avait pour but initial d'estimer la masse de la Terre. Cette dernière étant directement liée, dans l'équation de Newton, à la constante de gravitation, l'expérience permet de déterminer cette constante.
Le physicien britannique Henry Cavendish réalisa cette expérience à la fin du XVIIIe siècle à l'aide d'une balance de torsion.

## Historique

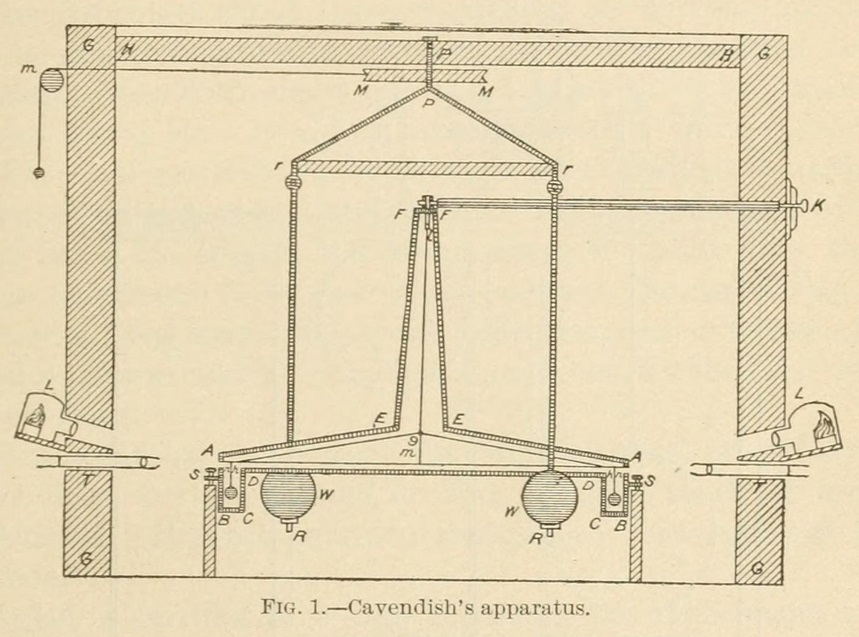
L'expérience de Cavendish.

L'un des premiers essais de détermination de la masse de la Terre fut effectué par le géophysicien Pierre Bouguer. Lorsqu'il se trouvait au Pérou, il tenta de mesurer, en vain, le faible déplacement d'un fil à plomb à proximité d'un volcan. Les déviations étant trop faibles, il lui fut impossible d'obtenir un résultat convaincant. En ce qui le concerne, Bouguer voulait mesurer la densité de la Terre.
Cette même méthode fut reprise par deux Anglais en 1775 : Nevil Maskelyne et Charles Hutton. Leur expérience eut lieu près d'une montagne en Écosse et fut concluante. Ils estimèrent la masse volumique de la Terre entre 4,5 et 5 grammes par centimètre cube. Elle est aujourd'hui estimée à 5,515 g/cm3.
C'est en 1798 qu'Henry  Cavendish, continuant les travaux de John Michell, utilisa un système autre, la balance de torsion (image ci-contre), afin de déterminer précisément cette masse volumique.

## Balance de torsion

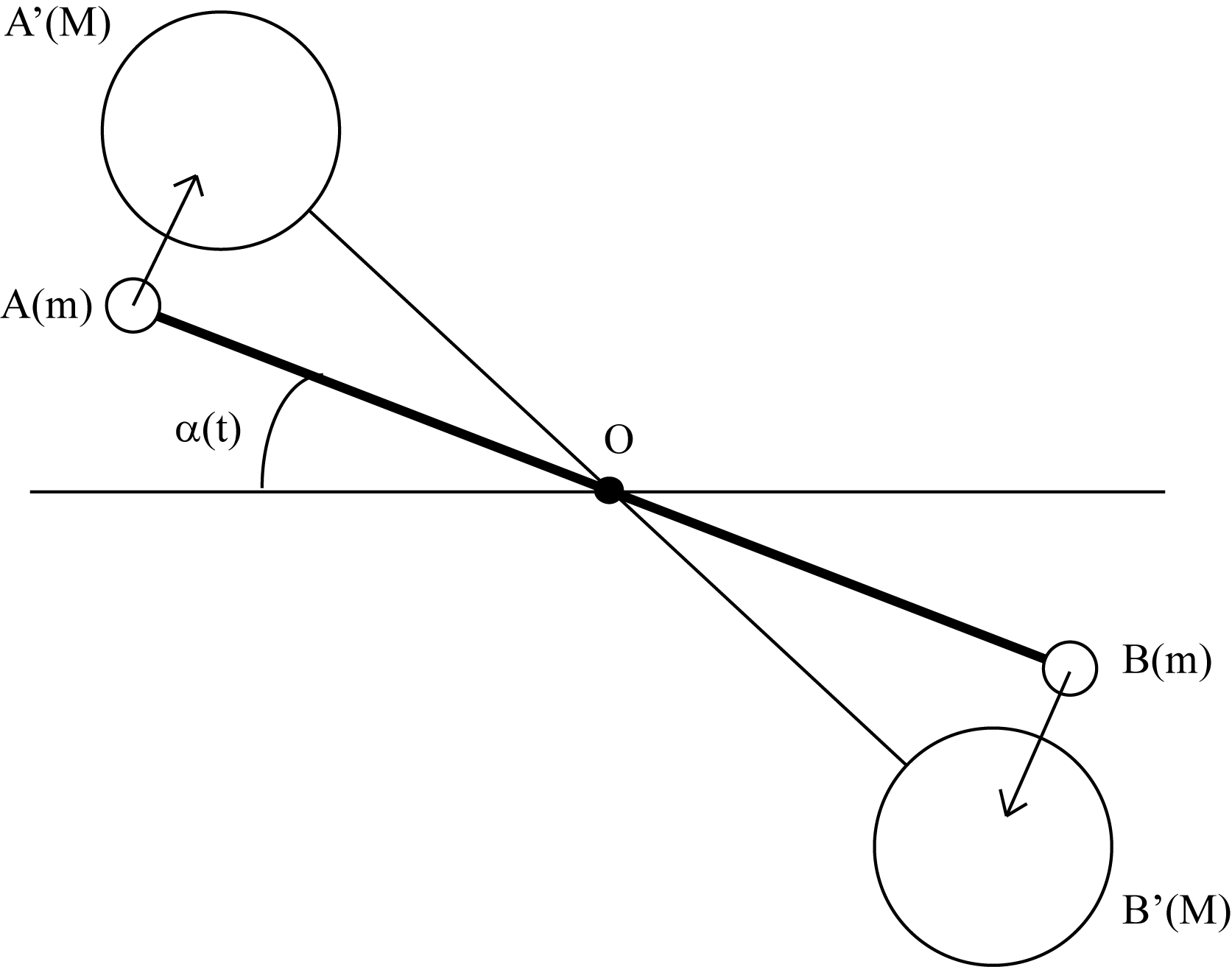
Schéma d'une balance de torsion vue de dessus.

Le principe de la balance de torsion est simple. Il s'agit d'obtenir un système qui établit l'équilibre entre la force de torsion d'un fil et la force d'attraction gravitationnelle. Lorsque l'on écarte le système des deux sphères de sa position d'équilibre d'un angle θ alors celles-ci, afin de retrouver l'état d'équilibre, oscillent autour de leur position d'équilibre (oscillations amorties).
Afin d'intégrer le paramètre d'attraction gravitationnelle, on utilise un second système de sphères, fixes, et de masse beaucoup plus importante. Alors le système va entrer en oscillation lui permettant ainsi de s'équilibrer en fonction de la force d'attraction et de la force de rappel.

## Constante de gravitation

### Notations
On note r la distance entre une petite masse m et le point O. r est donc une constante.
On note d la distance entre une petite masse m et une grosse masse M directement voisine. d est une fonction du temps.

### Calcul
Afin de déterminer la constante G on va considérer diverses interactions entre les éléments du système :
- les frottements de l'air
- les interactions A-A' et B-B'
- la force de torsion du fil

On négligera les forces d'interactions A-B' et A'-B, puisqu'elles sont nettement plus faibles (voir plus bas).
On négligera également la masse des bras de la balance.
On va à présent utiliser le théorème du moment cinétique :
{\displaystyle {\frac {\mathrm {d} {\overrightarrow {L_{O}}}}{\mathrm {d} t}}=\sum _{i=1}^{n}{\overrightarrow {{\mathcal {M}}_{i,O}}}}
Ici, le moment cinétique s'écrit, par définition :
{\displaystyle {\overrightarrow {L_{\mathrm {O} }}}={\overrightarrow {\mathrm {OA} }}\wedge {\vec {p_{\mathrm {A} }}}+{\overrightarrow {\mathrm {OB} }}\wedge {\vec {p_{\mathrm {B} }}}}
avec {\displaystyle {\vec {p_{\mathrm {A} }}}} (respectivement {\displaystyle {\vec {p_{\mathrm {B} }}}}) la quantité de mouvement en A (respectivement B).
Projeté sur l'axe orthogonal au plan (parallèle au fil de torsion), il vient:
{\displaystyle {\displaystyle {L_{\mathrm {O} }}=2mr^{2}{\dot {\alpha }}}}, donc,
{\displaystyle {\frac {\mathrm {d} {L_{O}}}{\mathrm {d} t}}=2mr^{2}{\ddot {\alpha }}}
Le pendule est soumis à trois moments de force:
- Le moment du couple de rappel. C désigne la constante de torsion, ou raideur angulaire du fil de torsion.

{\displaystyle {\mathcal {M}}_{i,0}^{rappel}=-C\alpha }
- Le moment du couple d'amortissement visqueux

{\displaystyle {\mathcal {M}}_{i,0}^{frott}=-K{\dot {\alpha }}}
- Le moment du couple de forces A'-A et B'-B

{\displaystyle {\mathcal {M}}_{i,0}^{\overrightarrow {F_{A'-A}}}+{\mathcal {M}}_{i,0}^{\overrightarrow {F_{B'-B}}}=2G{\frac {mM}{d^{2}}}r}
Le théorème du moment cinétique devient donc :
{\displaystyle 2mr^{2}{\ddot {\alpha }}+K{\dot {\alpha }}+C\alpha =2G{\frac {mM}{d^{2}}}r}
qui est l'équation différentielle du mouvement du pendule en régime oscillatoire forcé.
Lorsque l'on relâche le système celui-ci finit par osciller très peu autour de sa position d'équilibre. On peut donc dire que lorsque le temps tend vers l'infini, les oscillations sont relativement faibles, d'où l'approximation suivante :
{\displaystyle \alpha _{final}\approx Cte\Rightarrow {\dot {\alpha }}_{final}\rightarrow 0\Rightarrow {\ddot {\alpha }}_{final}\rightarrow 0}
ce qui donne la solution particulière de l'équation différentielle :
{\displaystyle \alpha _{final}=2{\frac {GmM}{d^{2}}}{\frac {r}{C}}}
{\displaystyle G={\frac {Cd^{2}\alpha _{final}}{2mMr}}}

### Erreurs d'approximation
Jusqu'alors, on avait supposé que l'interaction entre les sphères A'-B et B'-A était négligeable. Cela dépend en fait du rapport de distance qu'il y a entre la grosse sphère voisine et la grosse sphère éloignée. En supposant qu'il y a un rapport r dans ces distances alors on peut démontrer que l'erreur sur G est de la forme :
{\displaystyle \varepsilon ={\left(1-{\frac {\sin {\theta }}{r}}\right)}^{2}}
avec
{\displaystyle \theta ={\widehat {BAB'}}}
En pratique, on obtient une erreur relativement faible pour r > 10 (les valeurs sont données comme incertitude sur G) :
- {\displaystyle r=5\rightarrow \varepsilon =20{,}6\ \%}
- {\displaystyle r=10\rightarrow \varepsilon =9{,}6\ \%}
- {\displaystyle r=20\rightarrow \varepsilon =4{,}6\ \%}
- {\displaystyle r=50\rightarrow \varepsilon =1{,}8\ \%}

## Résultats de Cavendish
Lorsqu'il effectua ses mesures, Cavendish obtint de très bons résultats. Voici ses résultats en comparaison avec les valeurs communément admises[réf. nécessaire] :
{\displaystyle G_{\text{Cavendish}}=\ 6{,}754\times 10^{-11}\ {\rm {N\ m^{2}\ kg^{-2}}}}
{\displaystyle G_{\text{admis}}=\ 6{,}674\times 10^{-11}\ {\rm {N\ m^{2}\ kg^{-2}}}}
{\displaystyle M_{\text{Cavendish}}=\ 5{,}980\times 10^{24}\ {\rm {kg}}}
{\displaystyle M_{\text{admis}}=\ 5{,}974\times 10^{24}\ {\rm {kg}}}
{\displaystyle \rho _{\text{Cavendish}}=\ 5{,}48\ {\rm {g\ cm^{-3}}}}
{\displaystyle \rho _{\text{admis}}=\ 5{,}54\ {\rm {g\ cm^{-3}}}}